# Znieważenie zwłok, prochów ludzkich lub miejsca spoczynku zmarłego
Ten artykuł należy dopracować:

przedstawiono sytuację tylko z polskiej perspektywy – artykuł powinien być przekrojowy.
Pomóż go poprawić. 
Znieważenie zwłok, prochów ludzkich lub miejsca spoczynku zmarłego – występek przeciwko porządkowi publicznemu zagrożony karą grzywny, ograniczenia wolności albo pozbawienia wolności do lat 2, stypizowany w art. 262 § 1 Kodeksu karnego.
Przedmiotem przestępstwa mogą być zwłoki albo prochy ludzkie lub miejsce spoczynku zmarłego (np. grób, grobowiec). Jest to przestępstwo skutkowe (materialne), popełniane umyślnie w zamiarze bezpośrednim.
Statystyki Komendy Głównej Policji (art. 262 § 1 i § 2 k.k.):
- 1999 – 517
- 2000 – 640
- 2001 – 658
- 2002 – 637
- 2003 – 628
- 2004 – 863
- 2005 – 1066
- 2006 – 1028
- 2007 – 1065
- 2008 – 802
- 2009 – 632
- 2010 – 786
- 2011 – 1284
- 2012 – 1205
- 2013 – 1163
- 2014 – 937
- 2015 – 796
- 2016 – 678
- 2017 – 545
- 2018 – 579
- 2019 – 494
- 2020 – 423